# Leninskoje (Jüdische Autonome Oblast)
Leninskoje (russisch Ле́нинское) ist ein Dorf (selo) in der Jüdischen Autonomen Oblast in Russland mit 6109 Einwohnern (Stand 14. Oktober 2010).

## Geographie
Der Ort liegt etwa 100 km Luftlinie südlich des Oblastverwaltungszentrums Birobidschan in der Amurniederung. Er befindet sich an einem linken Nebenarm gut einen Kilometer vom dort etwa einen Kilometer breiten Hauptarm des Amur entfernt, der die Staatsgrenze zur Volksrepublik China markiert.
Leninskoje ist Verwaltungszentrum des Rajons Leninski sowie Sitz der Landgemeinde Leninskoje selskoje posselenije, zu der außerdem die Dörfer Kalinino (8 km nördlich), Kukelewo (9 km südwestlich), Nischneleninskoje (5 km nordöstlich), Tschurki (16 km nordnordöstlich) und Woskressenowka (23 km nordöstlich) sowie die Siedlung bei der Bahnstation Leninsk (6 km nördlich) gehören.

## Geschichte
Das Dorf entstand 1858 im Rahmen der Besiedlung des im gleichen Jahr als Resultat des Vertrages von Aigun an das Russische Reich angeschlossenen Amurgebietes durch Kosaken. Es erhielt den Namen Michailo-Semjonowskoje nach dem Vor- und Vatersnamen des damaligen (seit 1855) Gouverneurs der Oblast Transbaikalien und Ataman der Transbaikal-Kosaken Michail Semjonowitsch Korsakow (1826–1871).
Am 20. Juli 1934 wurde der Ort nach dem Marschall der Sowjetunion Wassili Blücher (russische Form Bljucher) in Bljucherowo umbenannt und Verwaltungssitz eines dementsprechend Bljucherowski rajon genannten Rajons. Nach der Verhaftung Blüchers während der Stalinschen Säuberungen 1937 (er wurde 1938 hingerichtet) erfolgte die erneute Umbenennung des Rajon und des Ortes in Leninskoje, nach dem Revolutionsführer Lenin.

### Bevölkerungsentwicklung
| Jahr | Einwohner |
| ---- | --------- |
| 1939 | 2149      |
| 1959 | 3424      |
| 1970 | 5035      |
| 1979 | 6424      |
| 1989 | 6707      |
| 2002 | 7048      |
| 2010 | 6109      |

Anmerkung: Volkszählungsdaten

## Verkehr
Nach Leninskoje führt die Regionalstraße 99K-2, die in Birobidschan an der föderalen Fernstraße R297 Amur (ehemals M58) Tschita–Chabarowsk beginnt und über Birofeld und Babstowo verläuft.
6 km nördlich des Dorfes befindet sich die Bahnstation Leninsk, Endpunkt einer 1941 eröffneten, 121 km langen Nebenstrecke mit Ausgangspunkt in Birobidschan an der Transsibirischen Eisenbahn. Die Verlängerung der Strecke nach China mit Anschluss an das chinesische Eisenbahnnetz im gegenüberliegenden Tongjiang in Richtung Harbin ist geplant. Zu diesem Zweck wurde einige Kilometer unterhalb von Leninskoje bei Nischneleninskoje die mehr als 2 km lange Eisenbahnbrücke Tongjiang–Nischneleninskoje über den Amur gebaut, auf der noch die erforderlichen Testfahrten durchgeführt werden müssen (Stand 2021). Für den Straßenverkehr überquert den Strom daneben je nach Jahreszeit eine Pontonbrücke oder eine Eisstraße.